# Машино (Гагарінський район)
Машино (рос. Машино) — присілок Гагарінського району Смоленської області Росії. Входить до складу Покровського сільського поселення.
Населення — 6 осіб. 